# 苏达辞书

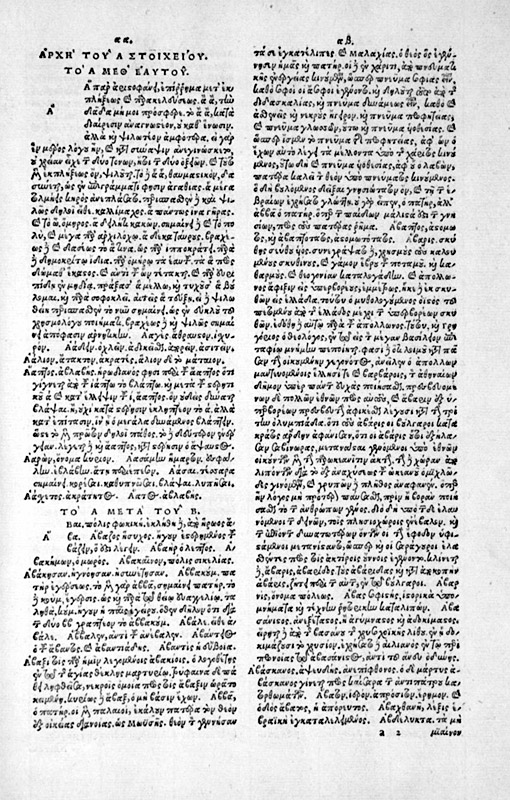
《蘇達辭書》16世紀寫本的首頁

《蘇達辭書》或稱《蘇達辭典》（Souda或Suda；亦作，Suidas）是10世紀末由拜占庭學者編纂的一本百科全書性質的辭書，以希臘語寫成，收辭約三萬條。「蘇達」意為「城堡」或「要塞」。

## 外部連結
- 豆瓣读书上《苏达辞书》的資料 （简体中文）
- Index of the Suda on line